# José Mesa

José Ramón Nova Mesa, dit José Mesa, né le 22 mai 1966 à Pueblo Viejo en République dominicaine, est un ancien joueur dominicain de baseball qui évolue en Ligue majeure de baseball de 1987 à 2007. Ce lanceur est sélectionné deux fois au match des étoiles en 1995 et 1996 et dispute deux fois les Séries mondiales, sans les gagner, en 1995 et 1997 avec les Indians de Cleveland. Il est élu releveur de l'année de la Ligue américaine en 1995.

## Carrière

### Orioles de Baltimore
José Mesa est drafté en 1981 par les Blue Jays de Toronto comme joueur de champ extérieur. Il passe sur le monticule durant ses années de ligues mineures puis commence sa carrière comme lanceur partant le 10 septembre 1987 sous les couleurs des Orioles de Baltimore, où il a été transféré six jours plus tôt. Après avoir disputé six matches en fin de saison 1987 dont cinq comme lanceur partant pour une victoire, trois défaites et une moyenne de points mérités de 6,03 en 31,3 manches lancées, il retrouve les ligues mineures pendant trois ans avant de rejouer en ligue majeure.

### Indians de Cleveland
Échangé aux Indians de Cleveland le 14 juillet 1992, il joue comme lanceur partant jusqu'en 1993 puis devient l'un des meilleurs releveurs des ligues majeures à partir de 1994. En 1995, il signe sa meilleure saison, lui valant sa première sélection au match des étoiles. Avec une moyenne de points mérités de 1,13 et 46 sauvetages, un sommet dans le baseball majeur, il remporte le prix du releveur de l'année en Ligue américaine, termine deuxième au vote pour le trophée Cy Young et quatrième du vote joueur par excellence de la saison. Il dispute la Série mondiale avec les Indians, mais Cleveland est battu par les Braves d'Atlanta. Mesa est crédité de la victoire dans le troisième match de Série mondiale, et protège la victoire des Indians dans la cinquième partie.
Mesa connait une nouvelle sélection au match d'étoiles en 1996 alors qu'il prend le deuxième rang des releveurs de la Ligue américaine avec 39 sauvetages, quatre de moins que le meneur John Wetteland.

#### Série mondiale 1997
Mesa retourne en Série mondiale avec les Indians en 1997, où il tient un rôle dans la défaite de Cleveland. Déjà auteur d'une saison régulière moyenne avec 16 sauvetages en 66 matches joués comme stoppeur, il est présent sur le monticule lors de la neuvième manche du septième match de la série. Les Indians mènent alors 2-1 et il suffit à Mesa de ne pas concéder de point pour remporter le titre. Mesa concède le point qui permet aux Marlins de la Floride de revenir à égalité ; Les Indians s'inclinent finalement 2-1 en onzième manche avec Charles Nagy comme lanceur des Indians.
Le dénouement de la série finale de 1997 met un terme à l'amitié entre Mesa et son coéquipier des Indians Omar Vizquel. Dans son auto-biographie Omar! My Life On and Off the Field, publiée en 2002, ce dernier blâme le lanceur Mesa pour la défaite contre les Marlins. Furieux, Mesa promet d'atteindre délibérément Vizquel d'un lancer à chaque fois qu'il l'affronterait dans un match. Il tient parole le 12 juin 2002 : Mesa, évoluant pour les Philadelphie, atteint Vizquel d'un tir pendant la 9e manche. Le 22 avril 2006, Mesa (jouant maintenant pour Colorado) récidive et atteint de nouveau Vizquel, qui s'aligne alors avec San Francisco. Mesa écope de quatre parties de suspension. Le lendemain, les deux équipes s'affrontent à nouveau et quatre frappeurs sont atteints (dont Vizquel, mais cette fois par le lanceur Matt Morris). Deux lanceurs, les gérants des deux formations et un instructeur des lanceurs sont expulsés par les arbitres. Le gérant des Giants, Felipe Alou, bien au fait de la rivalité Vizquel-Mesa, déclara que « ceux chargés de mettre fin à cette situation auraient intérêt à le faire, et vite » puisque 15 autres parties entre les deux clubs étaient prévues au calendrier.

### Giants de San Francisco
Les Indians échangent Mesa, l'arrêt-court Shawon Dunston et le lanceur gaucher Alvin Morman aux Giants de San Francisco le 23 juillet 1998 en retour du lanceur droitier Steve Reed et du voltigeur Jacob Cruz. Mesa termine la saison à San Francisco avant de devenir agent libre.

### Mariners de Seattle
Il signe chez les Mariners de Seattle avant la saison 1999. Avec les Mariners, il échoue en finale de la Ligue américaine face aux Yankees de New York en 2000. 

### Dernières saisons
Il ne retrouvera plus jamais ce niveau de compétition avec les formations des Phillies de Philadelphie (2001-2003), des Pirates de Pittsburgh (2004-2005), des Rockies du Colorado (2006), des Tigers de Détroit (2007) puis une dernière fois les Phillies (2007) avec lesquelles il s'engage ensuite.
Au moment de sa retraite, Mesa détient le record d'équipe des Phillies de Philadelphie avec 112 sauvetages, après avoir le 29 juin 2003 dépassé les 103 en carrière de Steve Bedrosian,. La marque de Mesa est battue par Jonathan Papelbon en 2015.